# Bilciurești
Bilciurești es una comuna ubicada en el distrito de Dâmbovița, Rumania.

## Superficie
Posee una superficie de 34,78 kilómetros cuadrados.

## Demografía
Hasta 2021 la población era de 1876 habitantes, con una densidad de población de 53,94 habitantes por kilómetro cuadrado.